# Swiss Ice Hockey Games
Swiss Ice Hockey Tournament je hokejový turnaj v rámci Euro Hockey Tour ve Švýcarsku. První ročník turnaje se odehraje v roce 2022 a účastnit se jej budou reprezentace Švýcarska, Česka, Finska a Švédska. V rámci Euro Hockey Tour nahradilo Rusko, které bylo minimálně pro ročníky 2022/23 a 2023/24 vyloučeno z turnaje z důvodu invaze na Ukrajinu. Zároveň vystřídalo Rusko i jako pořadatel turnaje v prosinci. Některé zápasy z turnajů se budou odehrávat i v jiných evropských městech.

## Jména turnaje
- 2022 – Swiss Ice Hockey Games

## Přehled jednotlivých turnajů
| Rok  | Zlatá medaile | Stříbrná medaile | Bronzová medaile |
| ---- | ------------- | ---------------- | ---------------- |
| 2022 | Švédsko       | Česko            | Finsko           |
| 2023 | Švédsko       | Česko            | Finsko           |
| 2024 | Česko         | Finsko           | Švédsko          |